# THE XXXXXX
THE XXXXXX（ザ シックス）は、俳優の山田孝之、綾野剛、内田朝陽によって結成された日本のスリーピースバンド。

## 概要
山田は10代の頃から内田と親交があり、綾野とは共演作品を通じて意気投合。綾野と内田が共演するロックオペラを山田が観劇し、バンド結成のきっかけとなる。
綾野と内田はTHE XXXXXX以前からそれぞれ音楽制作の経験がある。
綾野は過去に別のバンドでとある楽曲を作り上げた後、「一生これ以上の楽曲は作れない」とバンド活動を辞めていたが、山田とカラオケに行った際その歌声に惚れ込みバンド結成を持ちかけた。
当初は内田の自宅で楽曲制作を行っていたが、2016年からは都内にプライベートスタジオとして部屋を借りている。
楽曲は３人の合作であり、作詞・作曲・編曲の名義は『THE XXXXXX』となっている。
グループ名は、Xが６個夢に出て来たと言う綾野がメンバーに提案した事によって決まった。
山田と綾野の酒の席での喧嘩により一度解散した事がある。
マスコットキャラクターは『ペケ』。
2019年12月21日の発表により、THE XXXXXXとしての活動を終えた。

## メンバー
- 山田孝之：ボーカル
- 綾野剛：ギター・コーラス
- 内田朝陽：シンセサイザー・コーラス

## サポートメンバー
- 是永巧一：プロデュース・ギター
- 天野達也：ドラムス
- BOBO：ドラムス
- 松永俊弥：ドラムス
- 石井悠也：ドラムス
- 根岸考旨：ベース
- 松田”FIRE”卓己：ベース
- 荻原”メッケン”基文：ベース

## 来歴
2012年　結成。
2018年11月9日　『THE XXXXXX（Seeds）Teaser Trailer』公開。
2018年11月30日　1stシングル『Seeds』配信開始。
2018年12月12日　『THE XXXXXX Teaser Trailer 2』公開。
2018年12月21日　2ndシングル『Zealot』配信開始。
2019年3月27日　『horizon bloom』MV公開。
2019年4月5日　1stアルバム『THE XXXXXX』配信開始。
2019年4月25日　『チート』MV公開。
2019年5月18日　THE XXXXXX EXXXXXXHIBITION開催。（6月2日まで）
2019年5月31日　3rdシングル『deep breath / 冷静に暴れていこうか（Rearrange）』配信開始。
同日、ミュージックステーション出演。
2019年6月2日　森、道、市場2019出演。
2019年6月16日　WOWOWにて1stワンマンライブ “MUSIC EXISTENCE”放送。
2019年7月11日　THE XXXXXX 1stワンマンライブ “MUSIC EXISTENCE”上映会＆トークイベント開催。
2019年8月16日　THE XXXXXX EXXXXXXHIBITION巡回。（10月20日まで）
2019年12月21日　THE XXXXXXとしての活動を2019年をもって終了すると発表。

## ディスコグラフィ

### シングル
|   | 配信日         | タイトル                                        |
| - | -------------- | ----------------------------------------------- |
| 1 | 2018年11月30日 | Seeds                                           |
| 2 | 2018年12月21日 | Zealot                                          |
| 3 | 2019年5月31日  | deep breath / 冷静に暴れていこうか（Rearrange） |

### アルバム
|   | 配信日       | タイトル   | 収録曲 | 備考                                                       |
| - | ------------ | ---------- | --- | ---------------------------------------------------------- |
| 1 | 2019年4月5日 | THE XXXXXX | 1. seeds (Remastered) 2. horizon bloom 3. second hand 4. zealot (Remastered) 5. チート 6. amber 1800 7. tut-tut 8. 冷静に暴れていこうか 9. end starter | CD+DVD盤には未発表楽曲として deep breathが収録されている。 |

### 映像作品
|   | 発売日         | タイトル                              | 規格 | 備考     |
| - | -------------- | ------------------------------------- | ---- | -------- |
| 1 | 2019年12月24日 | THE XXXXXX 1st LIVE “MUSIC EXISTENCE” | BD   | 受注生産 |

## イベント・ライブ
- 1stワンマンライブ “MUSIC EXISTENCE”（2019年4月24日 、25日　EX THEATER ROPPONGI）
- THE XXXXXX EXXXXXXHIBITION（2019年5月18日〜6月2日　タワーレコード渋谷 SpaceHACHIKAI）
- 森、道、市場2019（2019年6月2日　ラグナシア）
- THE XXXXXX 1stワンマンライブ “MUSIC EXISTENCE”上映会＆トークイベント（2019年7月11日　タワーレコード渋谷 CUTUP STUDIO）
- THE XXXXXX EXXXXXXHIBITION（2019年8月16日〜9月1日　タワーレコードあべのHoop SpaceABENO）
- THE XXXXXX EXXXXXXHIBITION（2019年10月4日〜10月20日　福岡パルコ）